# Списак војних и цивилних мисија Европске уније
Од 2002. до фебруара 2014. године, Европска унија је преузела тридесет прекоморских операција, користећи цивилне и војне инструменте у неколико земаља на три континента (Азија, Африка и Европа), у склопу своје Заједничке безбједоносне и одбрамбене политике, до 2009. године познате као Евопска безбједноносна и одбрамбена политика. Петнаест операција је тренутно у току, док је осталих петнаест завршено.
Називи ових операција које су чисто или првенствено војне природе, користе префикс Снаге Европске уније (енгл. Европаan Union Force, EUFOR) или Поморске снаге Европске уније (енгл. Европаan Union Naval Force, EU NAVFOR) који је додјељиван копненим или поморским мисијама. Префикс ЕУФОР је кориштен четири пута до сада: у Републици Македонији од марта 2003. до децембра 2003. као ЕУФОР Конкордија, у Босни и Херцеговини од 2004. као ЕУФОР Алтеја, у Демократској Републици Конго 2006, у Чаду у Центраноафричкој Републици од 2007. године. Ове снаге за брзу реакцију су подређене Војном штабу Европске уније и употпуњавају друге војна снаге ЕУ као што су Еврокопуси, Европске жандармеријске снаге, Европске поморске снаге и ЕУ борбена група.

## Списак

### Операције у току
| Почетак           | Завршетак | Назив                                                        | Скраћеница         | Земља                | Континент     | Род    | Снага         | Опис |
| ----------------- | --------- | ------------------------------------------------------------ | ------------------ | -------------------- | ------------- | ------ | ------------- | --- |
| 2. децембар 2004. | Још траје | Снаге Европске уније Алтеја                                  | ЕУФОР Алтеја       | Босна и Херцеговина  | Европа        | Војска | 2.503 војника | Војне снаге су распоређене у Босну и Херцеговину како би надгледале спровођење Дејтонског мировног споразума. Насљедиле су СФОР и ИФОР. Прелаз са СФОР на ЕУФОР у великој мјери била је само промјена назива и команданата: 80% снага је остало на својим положајима. Тиме је замијењен Натом предвођен СФОР 2. децембра 2004. СФОР је у БиХ распоређен након завршетка Рата у БиХ. |
| 2015.             | Још траје | Поморске снаге Европске уније у Средоземљу                   | ЕУ НАФОР Мед       | Средоземље           | Европа/Африка |        |               | |
| 2015.             | Још траје | Мисија за обуку Европске уније у Централноафричкој Републици | ЕУТМ РЦА           | Централна Африка     | Африка        | Војска |               | |
| 2010              | Још траје | Мисија за обуку Европске уније у Сомалији                    | ЕУТМ Сомалија      | Сомалија             | Африка        |        |               | |
| 2008.             | Још траје | Поморске снаге Европске уније у Сомалији                     | ЕУ НАВФОР Сомалија | Сомалија; Рог Африке | Африка        |        |               | |
| 2013.             | Још траје | Мисија за обуку Европске уније у Малију                      | ЕУТМ Мали          | Мали                 | Африка        |        |               | |

### Завршене операције
Европа
| Почетак            | Завршетак          | Назив                                                                                   | Скраћеница           | Земља                | Континент | Род      | Снага       | Опис |
| ------------------ | ------------------ | --------------------------------------------------------------------------------------- | -------------------- | -------------------- | --------- | -------- | ----------- | ---- |
| 1. јануар 2003.    | 30. јун 2012       | Полицијска мисија Европске уније у Босни и Херцеговини                                  | ЕУПМ БиХ             | Босна и Херцеговина  | Европа    | Полиција | ?           |      |
| 31. март 2003.     | 15. децембар 2003. | Војна операција Европске уније у Бившој Југословенској Републици Македонији             | ЕУФОР Конкордија     | Република Македонија | Европа    | Војска   | 300 војника | ?    |
| 15. децембар 2003. | 14. децембар 2005. | Полицијска мисија Европске уније у Бившој Југословенској Републици Македонији           | ЕУПОЛ ПРОКСИМА/ФЈРОМ | Република Македонија | Европа    | ?        |             |      |
| 16. јул 2004.      | 14. јул 2005.      | Мисија владавине права у Грузији                                                        | ЕУЈУСТ Темис         | Грузија              | Европа    | ?        |             |      |
| 15. децембар 2005. | 14. јун 2006.      | Полицијски савјетодавни тим Европске уније у Бившој Југословенској Републици Македонији | ЕУПАТ                | Република Македонија | Европа    |          |             |      |

Африка
| Почетак         | Завршетак      | Назив                                                                  | Скраћеница     | Земља                       | Континент | Род    | Снага         | Опис |
| --------------- | -------------- | ---------------------------------------------------------------------- | -------------- | --------------------------- | --------- | ------ | ------------- | --- |
| 25. април 2006. | 30. јул 2006.  | Војна операција Европске уније у Демократској Републици Конго          | ЕУФОР РД Конго | Демократска Република Конго | Африка    | Војска | 2.500 војника | Акроним ЕУФОР је кориштен за краткотрајну операцију 2006. у ДР Конго. Дана 25. априла 2006, Савјет безбједности ОУН усвојио је Резолуцију 1671 (2006), одобравајући привремено распоређивање снага ЕУ за подршку Мисије ОУН у ДР Конго (MONUC) током периода трајања избора у ДР Конго, који су почели 30. јула. |
| Фебруар 2008.   | 15. март 2009. | Војна операција Европске уније у Чаду и Централноафричкој Републици    | ЕУФОР Чад/ЦАР  | Чад · Централна Африка      | Африка    | Војска | 4.300 војника | Акроним ЕУФОР се користи у мисији ЕУ под окриљем и у оквиру Мисије ОУН у Централној Африци и Чаду, од краја 2007. па надаље. |
| 30. април 2014. | Март 2015.     | Војна операција Европске уније у Централноафричкој Републици           | ЕУФОР РЦА      | Централна Африка            | Африка    | Војска |               | ЕУФОР РЦА је мисија ЕУ у току у Централноафричкој Републици. |
| 2015.           | 2016.          | Војна савјетодавна мисија Европске уније у Централноафричкој Републици | ЕУМАМ РЦА      | Централна Африка            | Африка    |        |               | |

1. ↑  „Bruxelles2 - affaires étrangères, crises, défense et sécurité, pouvoirs européens”. www.bruxelles2.eu (на језику: француски).
2. ↑  „EU troops prepare for Bosnia swap”. BBC UK. 23. 10. 2004. Приступљено 9. 10. 2017.
3. ↑  „EU council adopts military action in Chad, Central African Republic  - People's Daily Online”. english.people.com.cn. Приступљено 9. 10. 2017.